# Mark Nzeocha
Mark Nzeocha (Ansbach, 19 gennaio 1990) è un ex giocatore di football americano tedesco che ha giocato nel ruolo di outside linebacker.
Ha 3 fratelli che hanno giocato a football americano: Eric, che come lui è arrivato in NFL, Steve, che ha giocato nella nazionale tedesca e Paul, che ha giocato anche a pallacanestro.

## Carriera

### Dallas Cowboys
Nzeocha fu scelto dai Dallas Cowboys nel corso del settimo giro (236º assoluto) del Draft NFL 2015. A causa della sua limitata esperienza nel football, fu scelto principalmente per le sue qualità atletiche. Giunto nella lega all'età di 25 anni, perse tutta la pre-stagione per un infortunio al ginocchio subito al college. Entrò nel roster attivo il 18 novembre e nella sua stagione da rookie disputò 2 partite.
Nella stagione 2016 Nzeocha fu schierato come middle linebacker nella pre-stagione, facendo registrare un intercetto contro i Los Angeles Rams. Subì un infortunio al tendine d'Achille nella seconda partita contro i Miami Dolphins, che gli fece perdere il resto della pre-stagione e quattro partite della stagione regolare. Quell'anno disputò 5 partite, principalmente come membro degli special team.
Nella stagione 2017, Nzeocha fu la riserva del middle linebacker Anthony Hitchens durante gli allenamenti di maggio. Il 6 giugno si operò a un ginocchio, ritardando l'inizio del training camp. Il 3 settembre fu svincolato dopo che la squadra acquisì il linebacker Jayrone Elliott in uno scambio, rifirmando poco dopo per la squadra di allenamento.

### San Francisco 49ers
Il 25 settembre 2017, Nzeocha firmò con i San Francisco 49ers. Quell'anno disputò 10 partite e mise a segno 4 placcaggi negli special team. Il 26 gennaio 2018, Nzeocha rinnovò con i 49ers.
Il 15 marzo 2019, Nzeocha firmò un'estensione contrattuale triennale con i 49ers. Nella settimana 1 contro i Tampa Bay Buccaneers mise a segno un intercetto su Jameis Winston nella vittoria per 31-17. Il 2 febbraio 2020 scese in campo nel Super Bowl LIV in cui i 49ers furono sconfitti per 31-20 dai Kansas City Chiefs.

## Palmarès
- Europeo Under-19 (2008)
- National Football Conference Championship: 1

San Francisco 49ers: 2019